# Middelland
Middelland is een vooroorlogse wijk in het westen van Rotterdam met zo'n 11.000 inwoners en maakt deel uit van het stadsdeel Delfshaven.
De wijk wordt in het noorden begrensd door de emplacementen van het Centraal Station, in het oosten door de Henegouwerlaan en de 's-Gravendijkwal, in het zuiden door de Rochussenstraat en in het westen door de Heemraadssingel.
Middelland is ontworpen naar een plan van Gerrit de Jongh uit 1887 die de wijk meer allure wilde geven dan het aangrenzende Oude Westen. Middelland is een gemêleerde wijk waar statige lanen (Mathenesserlaan, Heemraadssingel, Claes de Vrieselaan), drukke winkelstraten (Middellandstraat, Nieuwe Binnenweg), gerenoveerde straten (bij de Middellandstraat) en drukke straten (Rochussenstraat) bij elkaar liggen. Ingeklemd tussen de Jan van Vuchtstraat en de Bellevoysstraat ligt het Branco van Dantzigpark.
Bekende gebouwen in de wijk zijn het oude Gemeentearchief, de HH. Laurentius & Elisabeth kathedraal en het 65 meter hoge GEB-gebouw uit 1931, dat lange tijd het hoogste kantoorgebouw van Nederland was.
| Huishoudens naar etniciteit van hoofd van het huishouden 2015 | Middelland [%] | Rotterdam [%] |
| ------------------------------------------------------------- | -------------- | ------------- |
| Autochtonen                                                   | 42,3           | 54,7          |
| Allochtonen                                                   | 57,7           | 45,3          |
| waarvan                                                       |                |               |
| Surinamers                                                    | 10,4           | 8,7           |
| Turken                                                        | 6,2            | 5,7           |
| Marokkanen                                                    | 5,1            | 4,5           |
| Antillianen                                                   | 3,8            | 3,9           |

## Bekende bewoners
- Pim Fortuyn
- Anna Blaman

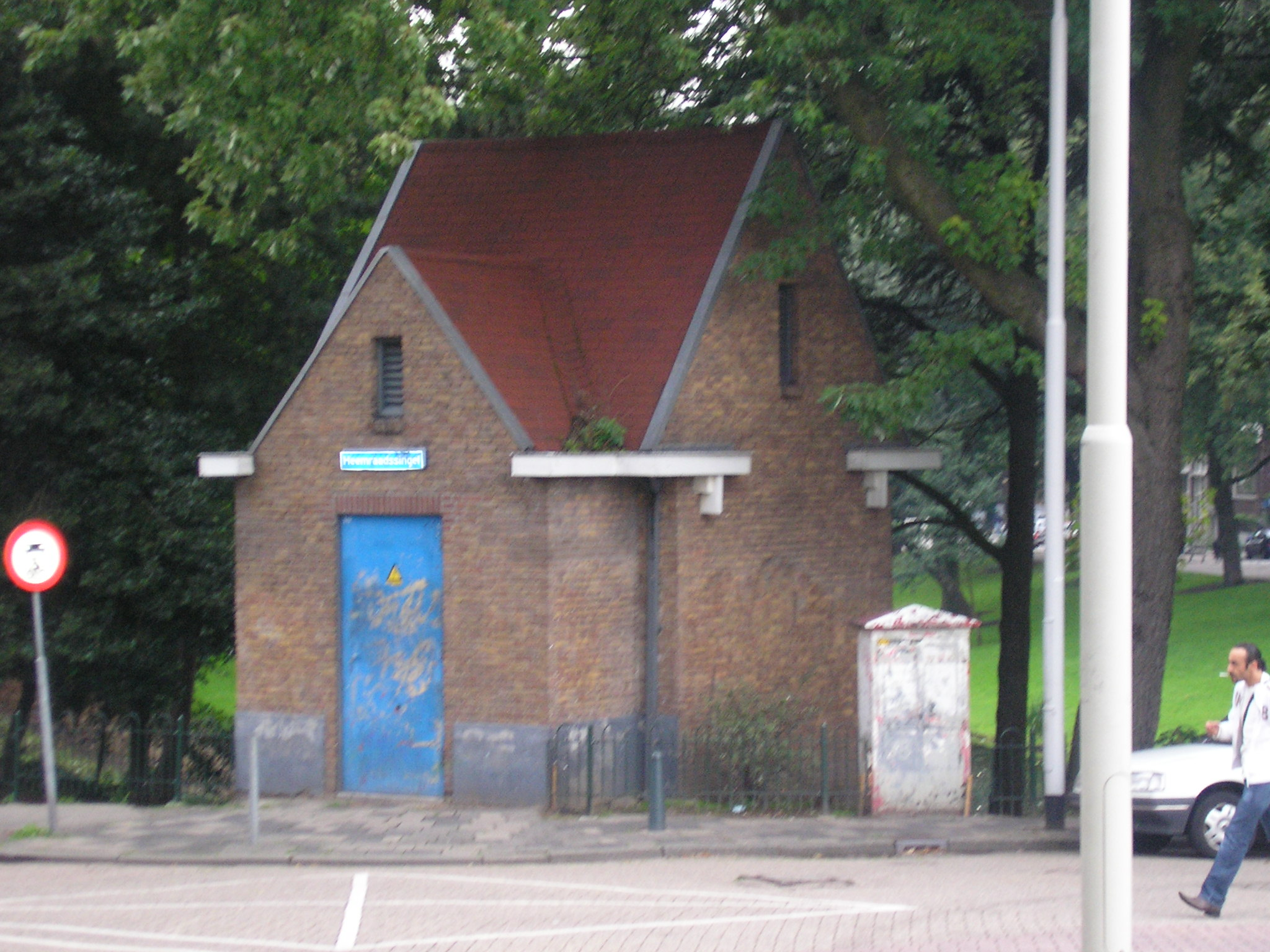
Transformatorhuisje aan de Heemraadssingel ter hoogte van de Rochussenstraat.

Bospolder-Tussendijken · 
Delfshaven-Schiemond · 
Middelland · 
Nieuw-Mathenesse · 
Nieuwe Westen · 
Oud-Mathenesse · 
Spangen
Rotterdam Centrum ·
Rotterdam-Noord ·
Rotterdam-Oost ·
Rotterdam-West ·
Rotterdam-Zuid ·
110-Morgen ·
Afrikaanderwijk ·
Agniesebuurt ·
Bergpolder ·
Beverwaard ·
Blijdorp ·
Blijdorpse polder ·
Bloemhof ·
Boomgaardshoek ·
Bospolder-Tussendijken ·
CS-kwartier ·
Carnisserbuurt ·
Cool ·
Crooswijk ·
De Esch ·
De Veranda ·
Delfshaven ·
Delfshaven-Schiemond ·
Dijkzigt ·
Feijenoord ·
Gadering ·
Groenenhagen-Tuinenhoven ·
Groot-IJsselmonde ·
Heijplaat ·
Het Lage Land ·
Hillegersberg ·
Hillesluis ·
Homerusbuurt ·
Hordijkerveld ·
Kandelaar ·
Karl Marxbuurt ·
Katendrecht ·
Kiefhoek ·
Kleinpolder ·
Kleiwegkwartier ·
Kop van Zuid ·
Kralingen ·
Kralingse Veer ·
Kreekhuizen ·
Landzicht ·
Liskwartier ·
Lloydkwartier ·
Lombardijen ·
Meeuwenplaat ·
Middelland ·
Middengebied ·
Millinxbuurt ·
Molenlaankwartier ·
Molièrebuurt ·
Nesselande ·
Nieuw Engeland ·
Nieuw-Mathenesse ·
Nieuwe Westen ·
Nooddorp ·
Noordereiland ·
Ommoord ·
Oosterflank ·
Oud-Charlois ·
Oud-IJsselmonde ·
Oud-Mathenesse ·
Oude Noorden ·
Oude Westen ·
Oudeland ·
Overschie ·
Pendrecht ·
Prinsenland ·
Provenierswijk ·
Reyeroord ·
Rubroek ·
Sagenbuurt ·
Scheepvaartkwartier ·
Schiebroek ·
Schiemond ·
's-Gravenland ·
Smeetsland ·
Spaanse Polder ·
Spangen ·
Sportdorp ·
Stadsdriehoek ·
Struisenburg ·
Tarwewijk ·
Terbregge ·
Tussenwater ·
Varenbuurt ·
Vondelingenplaat ·
Vreewijk ·
Waalhaven ·
Westpunt ·
Wielewaal ·
Witte Dorp ·
Zalmplaat ·
Zenobuurt ·
Zestienhoven ·
Zevenkamp ·
Zomerland ·
Zuidwijk